# Cliona dissimilis
Cliona dissimilis är en svampdjursart som beskrevs av Ridley och Arthur Dendy 1886. Cliona dissimilis ingår i släktet Cliona och familjen borrsvampar.
Artens utbredningsområde är havet utanför Papua Nya Guinea. Inga underarter finns listade i Catalogue of Life.